# Marc Lahousse
Marc Lahousse (Menen, 18 februari 1942 - Sint-Lambrechts-Woluwe, 22 september 2008) was een Belgisch magistraat.

## Biografie
Marc Lahousse promoveerde in 1968 tot doctor in de rechten. Hij werd achtereenvolgens substituut-procureur des Konings in Brussel in 1974, jeugdrechter in de rechtbank van eerste aanleg in Brussel in 1976, raadsheer in het hof van beroep in Brussel in 1985, raadsheer in het Hof van Cassatie in 1988, afdelingsvoorzitter in het Hof van Cassatie in 1999 en eerste voorzitter van het Hof van Cassatie in 2003. Hij ging in 2007 met emeritaat. Lahousse was tevens rechter bij het Benelux-Gerechtshof.